# IC 1459
IC 1459 је елиптична галаксија у сазвјежђу Ждрал која се налази на листи објеката дубоког неба у Индекс каталогу.
Деклинација објекта је - 36° 27' 45" а ректасцензија 22h 57m 10,4s. Привидна величина (магнитуда) објекта IC 1459 износи 10,0 а фотографска магнитуда 11,0. Налази се на удаљености од 26,771 милиона парсека од Сунца. IC 1459 је још познат и под ознакама IC 5265, ESO 406-30, MCG -6-50-16, AM 2254-364, IRAS 22544-3643, PGC 70090.